# Skottgränd

Skottgränd är en gränd i Gamla stan i Stockholm, som går från Österlånggatan ner till Skeppsbron. 
Namnet Skottgränd började att användas vid slutet av 1500-talet. Det är vid denna tid som flera inflyttade engelsmän, skottar och holländare börjar att bosätta sig vid gränden och bli husägare där. De tidigare namnen på denna gata har varit: 
- Jon Göstafssons gränd 1434–1442
- Pether Olofssons gränd 1448
- Martin Lindorms gränd 1449–1513

Namnets ursprung är ovisst men det troligaste är att en personbeteckning döljer sig i förleden Skott- (Skotte-). Skottar har bedrivit affärsverksamhet i gränden. År 1608 bekänner en tjuv att 25 par handskar hafwer han stulidt vthur en schottebodh här i stadhenn, östantill vthj Skottegränd. 
Byggnaden på Skottgänd 6 är från 1600- eller tidigt 1700-tal och har sin ursprungliga hissanordning kvar samt alla lastluckor; en för varje våningsplan. Huset är ett statligt byggnadsminne. Vid Skottgränd 9 ligger Källaren Stralsund, som har anor från år 1502.

## Bilder

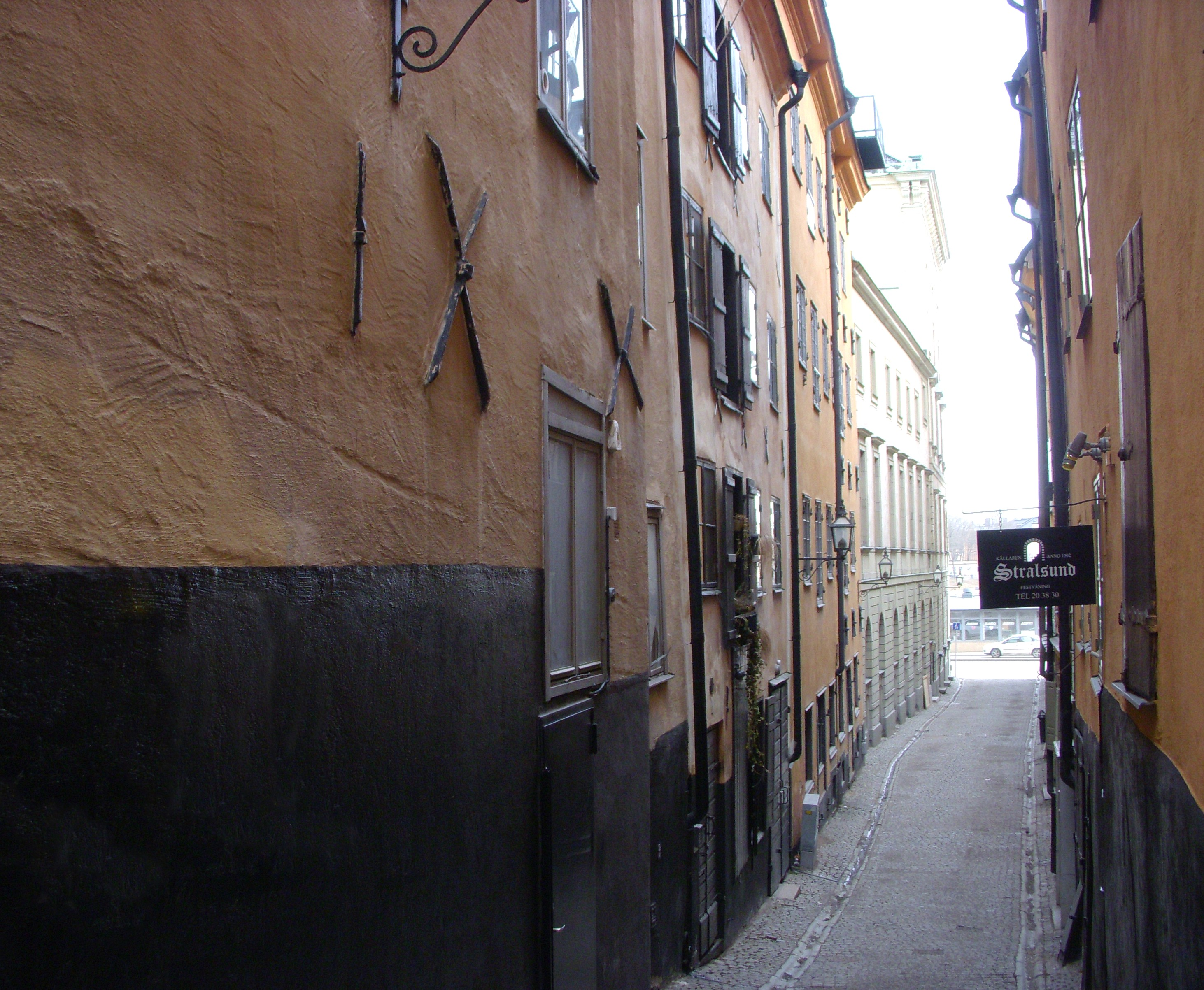
Skottgränd mot öst.
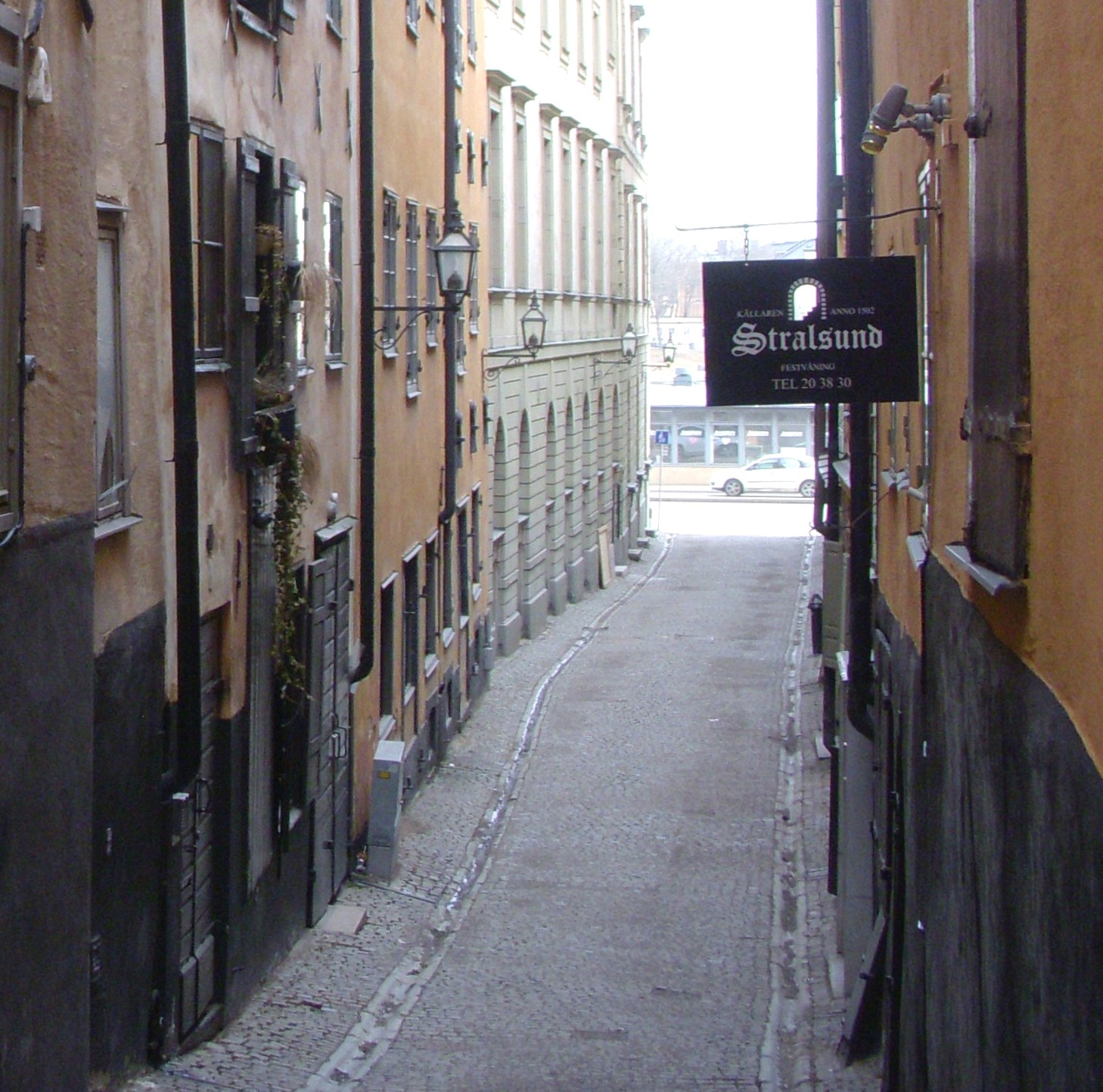
Källaren Stralsund till höger.
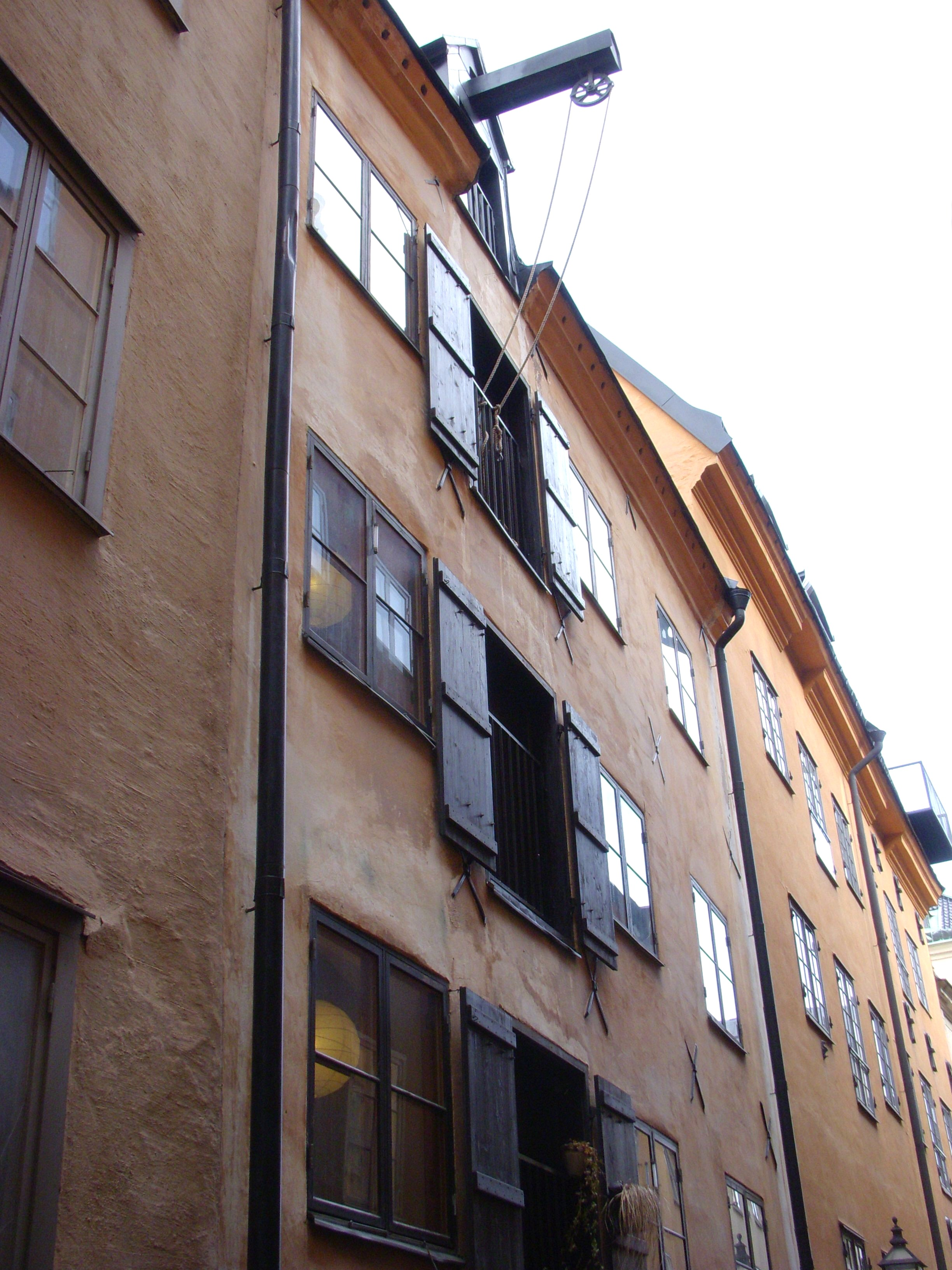
Lasthiss Skottgränd 6.
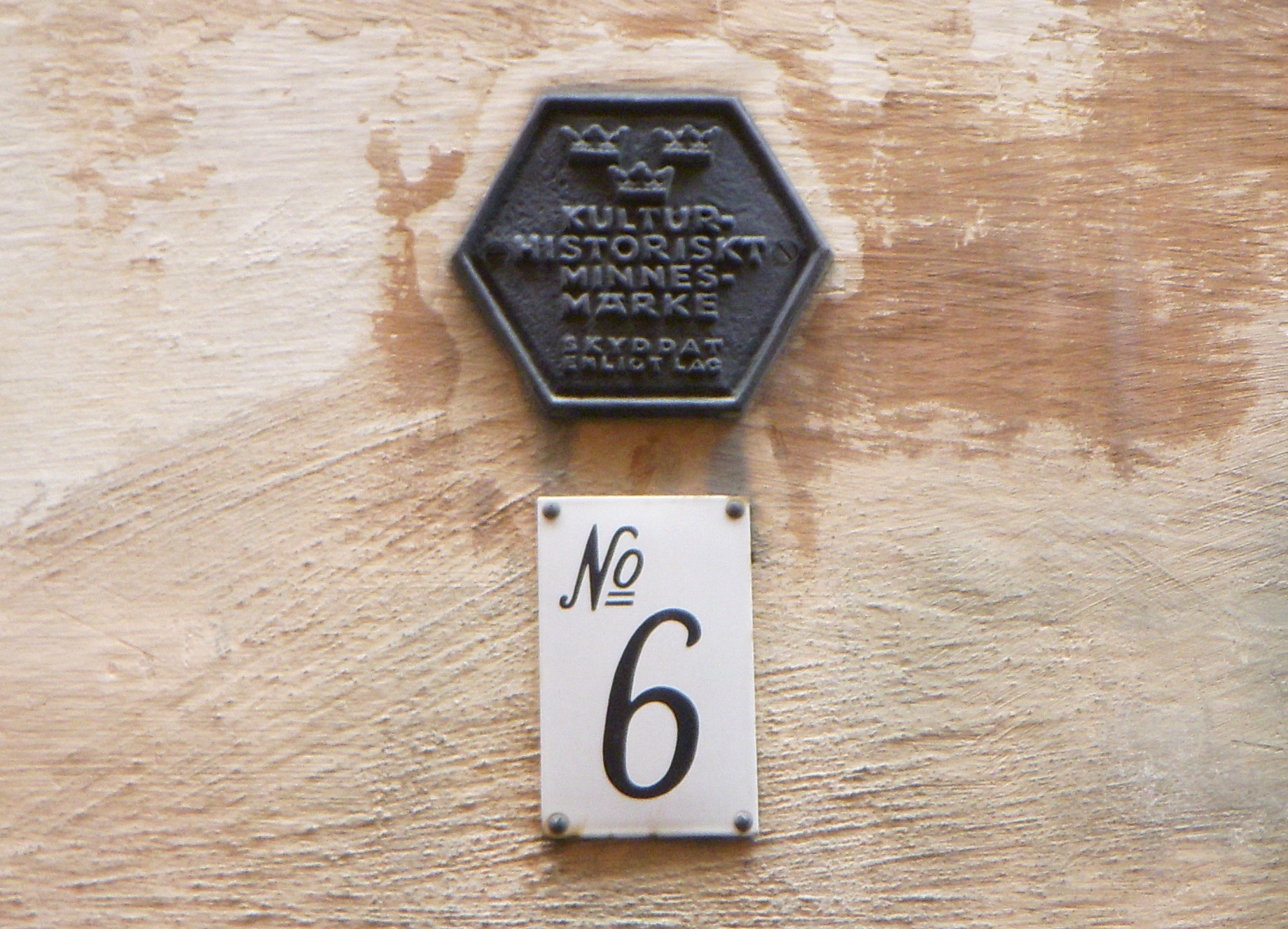
Byggnadsminne Skottgränd 6.